# Silvio Proksch

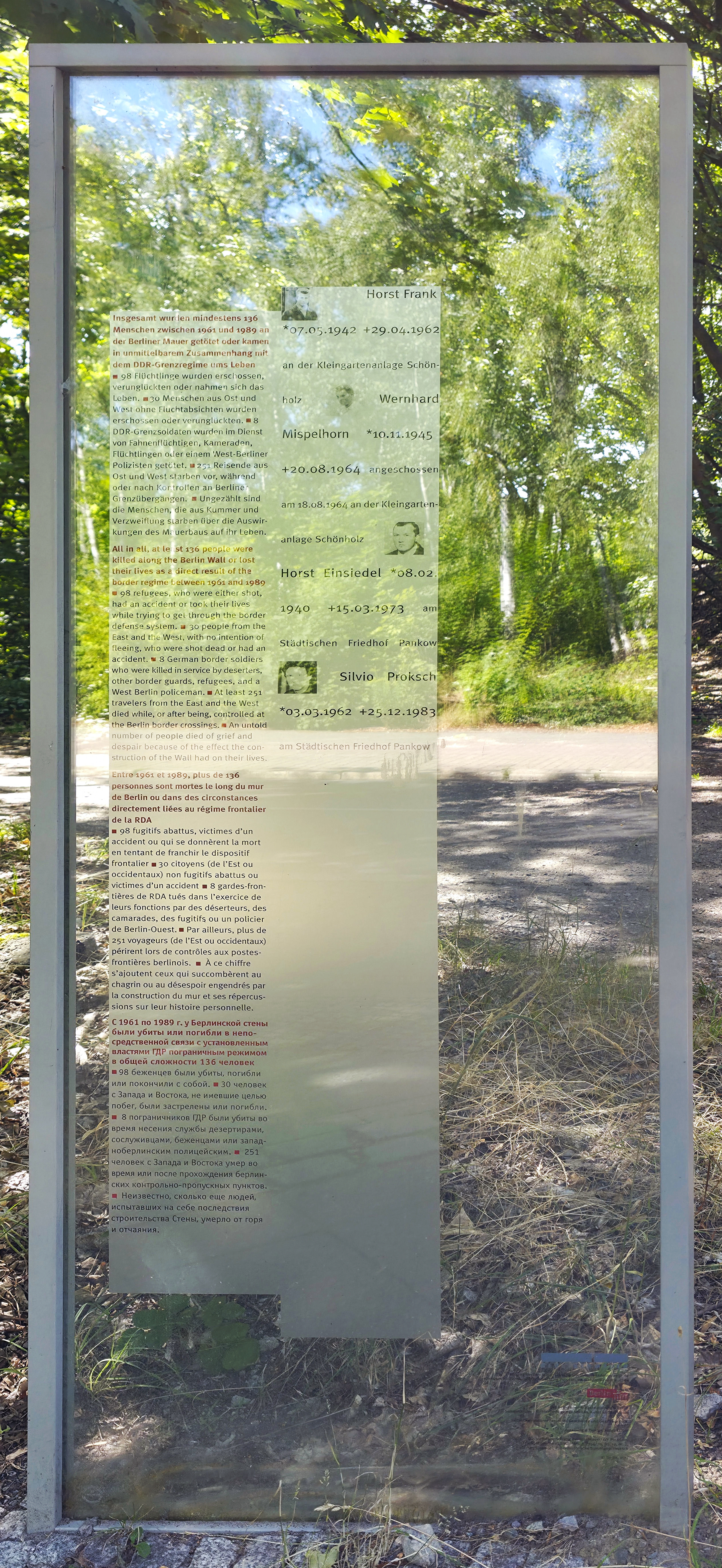
Gedenktafel, Klemkestraße, in Berlin-Reinickendorf

Silvio Proksch (* 3. März 1962 in Ost-Berlin; † 25. Dezember 1983 ebd.) war ein Todesopfer an der Berliner Mauer. Er wurde bei einem Fluchtversuch von einem Angehörigen der Grenztruppen der DDR erschossen.

## Leben
Silvio Proksch wuchs in Ost-Berlin auf und war Maurer. Er lebte zusammen mit seinem Bruder im Unterschied zu neun weiteren Geschwistern noch bei den Eltern in Berlin-Pankow. 
Am 25. Dezember 1983 verließen die Brüder gegen 19 Uhr erheblich alkoholisiert die elterliche Wohnung. Ohne je zuvor Fluchtabsichten geäußert oder irgendwelche Fluchtvorbereitungen getroffen zu haben, eröffnete Silvio Proksch seinem Bruder, jetzt nach West-Berlin flüchten zu wollen, ihn „kotze alles an“. Auf dem Weg zum Friedhof Pankow III, der an die Hinterlandmauer grenzte, versuchte sein Bruder vergeblich, ihn vom Fluchtvorhaben abzubringen. Sie trennten sich, als sie den Bürgerpark Berlin-Pankow durchquert hatten, und Proksch den gegenüberliegenden Friedhofszaun überstieg. Noch vor Erreichen der Hinterlandmauer löste er um 19.30 Uhr an einem Grenzsignalzaun Alarm aus. Ein Grenzsoldat gab zunächst zwei Warnschüsse ab und rief Proksch zu, er solle stehenbleiben. Dieser setzte seinen Weg in Richtung der Mauer fort. Der Grenzsoldat eröffnete daraufhin das Feuer auf den Flüchtenden. Zwei Schüsse zerrissen die rechte Hüftschlagader und die Schenkelvene. Längere Zeit ohne medizinische Hilfe liegengelassen, verblutete Proksch. Bei der Einlieferung in das Krankenhaus der Volkspolizei gegen 21.15 Uhr war er bereits tot. Dem Todesschützen wurde die Verdienstmedaille der Grenztruppen der Deutschen Demokratischen Republik in Bronze verliehen.
Prokschs Bruder hatte die Schüsse gehört und der Familie davon berichtet. Eine Schwester Prokschs gab am 28. Dezember 1983 eine Vermisstenanzeige bei der Kriminalpolizei in Berlin-Pankow auf. Das Ministerium für Staatssicherheit vernahm mehrere Angehörige des Toten, wobei es den Tod Prokschs leugnete und den Bruder für über zwei Jahre wegen Bagatellvergehen inhaftierte. Sein Tod wurde nicht in einem Sterberegister vermerkt. Die Familie erfuhr erst im wiedervereinten Deutschland Details seines Schicksals. Prokschs Leichnam gilt als vermisst. 
Den Todesschützen verurteilte das Landgericht Berlin im November 1994 wegen Totschlages zu einer Bewährungsstrafe von einem Jahr und neun Monaten, wobei es feststellte, dass Proksch bei unverzüglicher Behandlung in einem normalen Krankenhaus die Verletzungen höchstwahrscheinlich überlebt hätte.